# (276033) 2002 AJ129
(276033) 2002 AJ129 es un asteroide que forma parte de los asteroides Apolo, descubierto el 15 de enero de 2002 por el equipo del Near Earth Asteroid Tracking desde el Observatorio de Haleakala, Hawái, Estados Unidos.
El 15 de mayo de 2018 pasó a una distancia aproximada de 4,2 millones de kilómetros (0,028126 ua) de la Tierra, viajando a una velocidad aproximada de 34 km. por segundo (107.826 km/h.), 120.000 km. por hora. No fue visible a simple vista o mediante telescopios domésticos.
No volverá a pasar cerca de la Tierra sino hasta el 2087.

## Designación y nombre
Designado provisionalmente como 2002 AJ129.

## Características orbitales
2002 AJ129 está situado a una distancia media del Sol de 1,371 ua, pudiendo alejarse hasta 2,625 ua y acercarse hasta 0,1166 ua. Su excentricidad es 0,914 y la inclinación orbital 15,44 grados. Emplea 586,379 días en completar una órbita alrededor del Sol.
Los próximos acercamientos a la órbita terrestre se producirán el 4 de febrero de 2018, el 18 de abril de 2024 y el 9 de febrero de 2026, entre otros.

## Características físicas
La magnitud absoluta de 2002 AJ129 es 18,7. Tiene 0,5-1,2 km de diámetro.